# Paracoccus circuliprivis
Paracoccus circuliprivis är en insektsart som beskrevs av Ezzat och Mcconnell 1956. Paracoccus circuliprivis ingår i släktet Paracoccus och familjen ullsköldlöss. Inga underarter finns listade i Catalogue of Life.